# Traquet noir et blanc
Oenanthe melanoleuca
Espèce
Statut de conservation UICN

 NE  : Non évalué
Le Traquet noir et blanc (Oenanthe melanoleuca) est une espèce de passereaux de la famille des Muscicapidae.
Son aire s'étend à travers l'est du bassin méditerranéen ; il hiverne au Sahel.